# Tupinambis palustris
Tupinambis palustris es una especie del género de grandes lagartos Tupinambis, integrante de la familia Teiidae. Se distribuye en regiones cálidas del sudeste del Brasil, en el centro-este de América del Sur.

## Taxonomía
Esta especie fue descrita originalmente en el año 2002 por los zoólogos Paulo Roberto Manzani y Augusto Shinya Abe. La localidad tipo es: «Usina Hidroeléctrica Tres Irmaos, en el bajo río Tietê, entre los municipios de Aracatuba y Pereira Barreto (20°35' a 20°45'S y 50°15' a 51°20'O), Estado de São Paulo, Brasil».
AL año siguiente, Ayrton Klier Péres, en su tesis sobre el género, concluyó que T. palustris era un sinónimo más moderno de T. teguixin, lo que no fue correspondido por buena parte de la comunidad herpetológica, reflejado en la página web The Reptile Database.
En el año 2012 una revisión mediante análisis del ADN mitocondrial de toda la familia Teiidae, comprobó la polifilia de Tupinambis, la cual se correspondía a dos clados de profunda divergencia entre sí. T. palustris (junto a T. teguixin, T. longilineus, y T. quadrilineatus) pertenece al clado del norte. Este clado morfológicamente difiere del austral en que posee un único par de escamas loreales y una textura suave en las escamas de todo el cuerpo.
Etimología
El término específico palustris es una palabra en latín que significa 'palustre', y refiere al hábitat de esta especie.

### Características diagnósticas
Tupinambis palustris se caracteriza principalmente por la tonalidad de color terroso de sus partes posteriores. El patrón de fondo negro está salpicado por pequeñas manchas grises. Manchas negras se esparcen en la superficie del paladar y del cuello. Grandes manchas negras salpican el pecho. Hemipenes evertidos, superficialmente bifurcados con una ranura y dos grandes pétalos en cada cuerno de la corona distal, mayores que en T. teguixin con quien está estrechamente relacionada.
En la coloración, esta especie difiere tanto de otras especies del grupo T. teguixin así como de las integrantes del género Salvator,  por la ausencia de bandas transversales en la parte posterior.
T. palustris difiere de T. quadrilineatus por la ausencia de la estrecha raya longitudinal de color blanco-amarillento en los flancos, y de T. longilineus por la ausencia de la amplia banda negra en los flancos.